# 矢板明夫
矢板明夫（やいた あきお、1972年〈昭和47年〉 - ）は、中華民國のジャーナリスト（新聞記者）。産経新聞の元台北支局長。松下政経塾生（第18期）。中国語名は荊 涛（けい とう、ジン・タオ）。

## 略歴・人物
千葉県出身。中国天津市生まれの中国残留日本人2世で、15歳の時に日本に引き揚げ、千葉市立稲毛高等学校卒業。1997年（平成9年）慶應義塾大学文学部卒業、松下政経塾に入塾（第18期）。「中台関係台湾問題の平和解決における日本の役割をテーマ」に研修。2000年から中国社会科学院日本研究所の特別研究員、南開大学非常勤講師を務める。2002年、中国社会科学院大学院博士課程修了後、産業経済新聞社に入社。さいたま支局、熊谷通信部を経て産経新聞東京本社外信部。2007年から中華人民共和国の中国総局（北京市）特派員。2017年から東京本社外信部次長。2020年（令和2年）4月から台北支局長。
2012年10月、文藝春秋から出版した著書『習近平　共産中国最弱の帝王』で、平成24年度・第7回「樫山純三賞」を受賞した。
2024年5月末日、22年勤務した産経新聞を退職した。

## 著書

### 単著
- 『習近平　共産中国最弱の帝王』(文藝春秋、2012年3月）
- 『戦わずして中国に勝つ方法』（産経新聞出版、2013年6月）
- 『習近平　なぜ暴走するのか』（文春文庫、2014年9月）
- 『習近平の悲劇』（産経新聞出版、2017年12月）
- 『中国人民解放軍2050年の野望　米軍打倒を目指す200万人の「私兵」』（ワニブックスPLUS新書、2019年10月）

### 共著
- 古森義久との共著『2014年の「米中」を読む！』（海竜社、2014年1月）
- 石平との共著『私たちは中国が世界で一番幸せな国だと思っていた　わが青春の中国現代史』（ビジネス社、2018年6月）
- 古森義久との共著『米中激突と日本の針路』（海竜社、2020年3月）
- 石平との共著『中国はどこまで世界を壊すか』（徳間書店、2020年6月）